# Cogna
Cogna là một xã trong vùng hành chính Franche-Comté, thuộc tỉnh Jura, quận Lons-le-Saunier (quận), tổng Clairvaux-les-Lacs. Tọa độ địa lý của xã là 46° 34' vĩ độ bắc, 05° 45' kinh độ đông. Cogna nằm trên độ cao trung bình là 541 mét trên mực nước biển, có điểm thấp nhất là 498 mét và điểm cao nhất là 700 mét. Xã có diện tích 6.60 km², dân số vào thời điểm 2005 là 234 người; mật độ dân số là 35 người/km².

## Thông tin nhân khẩu
| 1962 | 1968 | 1975 | 1982 | 1990 | 1999 |
| ---- | ---- | ---- | ---- | ---- | ---- |
| 197  | 199  | 226  | 216  | 216  | 212  |